# Dysstroma walkerata
Dysstroma walkerata là một loài bướm đêm trong họ Geometridae.